# Haplochromis chlorochrous
Haplochromis chlorochrous är en fiskart som beskrevs av Greenwood och Gee, 1969. Haplochromis chlorochrous ingår i släktet Haplochromis och familjen Cichlidae. IUCN kategoriserar arten globalt som otillräckligt studerad. Inga underarter finns listade i Catalogue of Life.